# Les aparences
Les aparences (originalment en francès, Les Apparences) és una pel·lícula francobelga de 2020 dirigida per Marc Fitoussi. S'ha doblat i subtitulat al català.

## Sinopsi
Les trifulgues sentimentals d'un matrimoni benestant francès d’uns quaranta anys residents a Viena. Ève (Karin Viard) és la directora de la biblioteca de l’Institut Francès mentre que el seu marit Henri (Benjamin Biolay) és un prestigiós director d’orquestra de la Konzerthaus de Viena. Henri manté una relació extramatrimonial amb Tina (Lætitia Dosch), la mestra del seu fill, mentre que Eve, després d’adonar-se de la infidelitat del marit, té una breu trobada d’una nit amb un desconegut, Jonas (Lucas Englander), un jove encantador però inquietant que s'obsessiona per ella fins a arribar a assetjar-la. Mentrestant Ève, sense dir res al marit, pretén redreçar el matrimoni a la seva manera. Per venjar-se de la Tina, aconsegueix piratejar els seus correus electrònics per així desacreditar-la públicament davant de la comunitat escolar. Entre aquests quatre personatges es desenvolupa un pervers engranatge que donarà lloc a una tragèdia.

## Repartiment
- Karin Viard: Ève
- Benjamin Biolay: Henri
- Pascale Arbillot: Clémence
- Lucas Englander: Jonas
- Lætitia Dosch: Tina
- Hélène de Saint-Père: Mathilde
- Evelyne Buyle: Madame Belin
- Xavier de Guillebon: Thibault
- Laetitia Spigarelli: Sophie
- Raphaëlle Bruneau: Servane
- Louise Coldefy: la periodista
- Hélène Babu: la dona de la mediateca
- Catherine Davenier: la directora de l'institut
- Martine Schambacher: Claudine, la mare de l'Ève
- Laurence Bibot: Éléonore